# 斯瓦特河
斯瓦特河（英語：Swat River），位於巴基斯坦開伯爾-普什圖省及聯邦直轄部落地區，是喀布爾河左岸的一條支流。

## 名稱
河名源自古老的梵語詞彙「Suvastu」，其意義為像水晶般清澈並呈現天藍色的水；在《梨俱吠陀》8.19.37也有提到同樣的河名。
玄奘《大唐西域記》中，譯為蘇婆伐窣堵河。

## 地理
斯瓦特河發源於開伯爾-普什圖省北部的冰川，主要兩條源流烏須河（Ushu River）與加布拉爾河（Gabral River）匯集於斯瓦特縣的格拉姆，始稱斯瓦特河。幹流向南流經明戈拉後，轉向西南流，其後成為馬拉坎縣與下第爾縣的界河。在納入右側支流潘吉克拉河後，成為馬拉坎縣與聯邦直轄部落地區巴焦爾特區的界河，然後流入莫赫曼德特區境內的莫赫曼德水電站。隨後轉向東南流，進入開伯爾-普什圖省的恰爾薩達縣境內，最終於恰爾薩達附近注入喀布爾河。